# Abborrströmshällorna
Abborrströmshällorna med Östra hällorna är en ö i Finland. Den ligger i Bottenhavet och i kommunen Närpes i den ekonomiska regionen  Sydösterbotten i landskapet Österbotten, i den västra delen av landet. Ön ligger omkring 60 kilometer söder om Vasa och omkring 340 kilometer nordväst om Helsingfors.
Öns area är 5,2 hektar och dess största längd är 450 meter i nord-sydlig riktning. I omgivningarna runt Abborrströmshällorna växer i huvudsak blandskog.

## Sammansmälta delöar
- Abborrströmshällorna 62°36′10″N 21°11′09″Ö / 62.60278°N 21.18587°Ö
- Östra hällorna 62°36′03″N 21°11′14″Ö / 62.60072°N 21.18712°Ö